# Kuurne-Brussel·les-Kuurne 2016
La Kuurne-Brussel·les-Kuurne 2016 va ser la 68a edició de la Kuurne-Brussel·les-Kuurne. Es disputà el 28 de febrer de 2016 sobre un recorregut de 200,7 km amb sortida i arribada a Kuurne. La cursa formava part de l'UCI Europa Tour amb una categoria 1.HC. Junt amb la Omloop Het Nieuwsblad, disputada el dia abans, obre la temporada de clàssiques belgues sobre pavé.
El vencedor final fou el belga Jasper Stuyven (Trek-Segafredo) que s'imposà en solitari a Kuurne després de deixar els seus companys d'escapada a manca de 17 quilòmetres per l'arribada. Stuyven es presentà amb 17 segons sobre el grup perseguidor, encapçalat per Alexander Kristoff (Team Katusha).

## Equips
L'organització convidà a prendre part en la cursa a tretze equips World Tour, deu equips continentals professionals i dos equips continentals:
- equips World Tour: AG2R La Mondiale, BMC Racing Team, Etixx-Quick Step, FDJ, Team Giant-Alpecin, IAM Cycling, Lotto Soudal, Team Katusha, Orica-GreenEDGE, Team LottoNL-Jumbo, Team Sky, Team Tinkoff, Trek-Segafredo
- equips continentals professionals: Bora-Argon 18, Cofidis, Direct Énergie, Fortuneo-Vital Concept, Nippo-Vini Fantini, ONE Pro Cycling, Roompot Oranje Peloton, Southeast-Venezuela, Topsport Vlaanderen-Baloise, Wanty-Groupe Gobert
- equips continentals: Crelan-Vastgoedservice, Team 3M

## Classificació final
|    | Cilista                   | Equip              | Temps      |
| -- | ------------------------- | ------------------ | ---------- |
| 1  | Jasper Stuyven (BEL)      | Trek-Segafredo     | 4h 53' 51" |
| 2  | Alexander Kristoff (NOR)  | Team Katusha       | + 17"      |
| 3  | Nacer Bouhanni (FRA)      | Cofidis            | + 17"      |
| 4  | Dylan Groenewegen (NED)   | Team LottoNL-Jumbo | + 17"      |
| 5  | Łukasz Wiśniowski (POL)   | Etixx-Quick Step   | + 17"      |
| 6  | Niccolò Bonifazio (ITA)   | Trek-Segafredo     | + 17"      |
| 7  | Peter Sagan (SVK)         | Team Tinkoff       | + 17"      |
| 8  | Edward Theuns (BEL)       | Trek-Segafredo     | + 17"      |
| 9  | Jonas Van Genechten (BEL) | IAM Cycling        | + 17"      |
| 10 | Scott Thwaites (GBR)      | Bora-Argon 18      | + 17"      |